# Association nationale des anciennes déportées et internées de la Résistance
Pour les articles homonymes, voir ADIR.
L’Association nationale des anciennes déportées et internées de la Résistance (ADIR) rassemble des résistantes emprisonnées ou déportées du fait de leur engagement pendant la Seconde Guerre mondiale.

## Préambule
L’Association nationale des anciennes déportées et internées de la Résistance (ADIR) rassemble des résistantes emprisonnées ou déportées du fait de leur engagement pendant la Seconde Guerre mondiale.
Elle inclut également dans ses rangs des femmes prises comme otages, par mesure de représailles, par les autorités de répression nazie en France ainsi que des femmes arrêtées dans les derniers mois de l'occupation dans le cadre de rafles. 
Leur intégration dans l'ADIR provient de leur comportement en déportation, notamment par la participation au sabotage dans le cadre du travail forcé à Ravensbrück et dans ses kommandos, comportement attesté par deux "marraines" déjà cooptées. Cette sélection très stricte, par cooptation à la suite de la preuve d'états de services dans la résistance organisée, pour faits et attitudes de résistance, ou comportement patriotique en déportation, a permis toutefois à plus de 4 300 anciennes déportées et internées d'en faire partie.
D'après ses archives, la grande majorité de ses adhérentes, près des trois quarts d'entre elles, furent des déportées (90 % des cotisantes de 1981, par exemple, selon Dominique Veillon), ce qui donna une orientation de ses activités plus tournée vers la mémoire de l'univers concentrationnaire. Si on rapporte ces chiffres au nombre de femmes revenues de déportation, tels qu'ils apparaissent dans le Mémorial de la Déportation, cela signifie que l'écrasante majorité des femmes rescapées ont à un moment ou à un autre adhéré à l'ADIR, et qu'elle structure le champ mémoriel de la déportation des femmes depuis la France d'une manière déterminante pour l'écriture de cette histoire de 1945 à 1990.

## Création de l'association
Elle fut précédée par la création, en 1944 à l'initiative d'Irène Delmas, de l’Amicale des prisonnières de la Résistance (APR), regroupant des résistantes internées dans les prisons françaises (notamment à Fresnes et à La Santé) qui, une fois libérées, voulaient préparer l’accueil des déportées. Sa première Assemblée générale, tenue le 14 octobre 1944, le stipule bien, comme ses statuts alors votés, déposés le 27 octobre à la préfecture de Paris. À cette date en effet, seules trois prisonnières françaises étaient revenues de Ravensbrück avant le mois d'août à Paris pour complément d'information d'enquête à la demande de la Gestapo, et ayant été libérées, elles avaient pu prévenir leurs compagnes internées des terribles conditions de vie qui avaient cours à Ravensbrück. Néanmoins, revenues avant la dernière période d'existence du camp, en plein effondrement du IIIe Reich, la réalité du retour entre avril et juillet 1945 fut pire encore que ce qu'elles avaient décrit.
De leur côté, plusieurs résistantes déportées à Ravensbrück (principal camp d’internement de femmes) envisageaient de fonder, à leur retour en France, une association qui leur permettrait de prolonger les liens noués dans les camps et d’honorer la mémoire de leurs camarades disparues.
De la rencontre de ces deux projets est née l’ADIR, peu de temps après le retour des déportées de Ravensbrück. Ses statuts ont été déposés le 22 juillet 1945. Ceux-ci rappellent les objectifs de l'APR en les précisant.
L’ADIR est alors la principale association de femmes dans un monde de combattants essentiellement masculin. Leur volonté était de poursuivre la solidarité qui les avait unies dans les sections féminines des prisons, dans les convois de femmes, dans les camps et les prisons de femmes en Allemagne.

## Unies après la Libération comme dans les camps
« Nous nous sommes réunies entre femmes seulement […] : cet esprit de fraternité que nous voulons toutes prolonger et faire fructifier naît de la connaissance directe que les unes ont des autres, des souvenirs communs et des souffrances partagées » Jane Sivadon, première présidente de l'ADIR, lors de l’assemblée générale constitutive du 4 novembre 1945. Un deuxième acte fondateur de l'ADIR fut la création du bulletin de l'association, Voix et Visages, en juin 1946. Le titre (une idée d'Irène Delmas, nom de guerre "Maryka", durant son internement) rappelle "autant les voix des prisons qui sortaient des murs, des grillages que les visages de toutes celles qui se sont retrouvées dans la grande aventure, les visages émaciés de Ravensbrück. Tout d'abord trait d'union entre les rescapées devant revenir (parfois difficilement) à la vie civile, le bulletin permit de contribuer à la poursuite de criminels de guerre, et à préserver la mémoire des disparues par la publication régulière In mémoriam. Entre les années 1960 et 1990 il publia des témoignages qui sont souvent les seuls documents dont disposent alors les historiens sur des kommandos de Ravensbrück méconnus.
Cette volonté de demeurer unies en dépit des vicissitudes politiques se traduira notamment par le fait que les militantes communistes, animant par ailleurs l'Amicale des déportées de Ravensbrück, affiliée à la FNDIRP, resteront à l'ADIR malgré l'évolution de la guerre froide. En 1948, l'association connait ainsi un désaccord sur la position à tenir face à l'arrestation en Tchécoslovaquie d'une ancienne déportée tchèque militante démocrate par le régime pro-soviétique arrivé au pouvoir dans ce pays à la suite du « coup de Prague ». Cette tension se manifeste ainsi par la publication dans « Voix et Visages » de lettres ouvertes d'Anise Postel-Vinay et de Marie-Claude Vaillant-Couturier concernant le comportement des communistes dans les camps nazis. En 1951, l'ADIR répond positivement à la demande de David Rousset de participer à une commission d'enquête sur les goulags en URSS, ce qui amène les rescapées communistes à ne plus occuper de responsabilités à l'ADIR, qu'elles ne quitteront cependant pas, et à se recentrer sur l'Amicale de Ravensbrück. À partir de cette époque, la sensibilité de l'ADIR devient très fortement marquée par le gaullisme de guerre, qui se retrouve dans le ton du bulletin.

## Œuvre sociale de l'ADIR
L'ADIR prend dès sa fondation pleinement conscience que les pouvoirs publics n'ont pas conscience des sévices subis par les déportés, et que les structures sociales, médicales ou psychologiques ne sont pas adaptées à la difficile réinsertion et au lent suivi des rescapés. Elle décide donc dès le début de prendre en charge une partie de ce suivi : dès 1945, elle crée rue Guynemer à Paris un foyer d'accueil pour les rapatriées qui se retrouvent isolées et démunies à leur retour, avec un vestiaire, un service social, une bibliothèque, un atelier de formation de couturières, une cantine. 
L'association organise pendant une décennie des séjours de repos en sanatorium ou en cure de repos, dans les Alpes ou les Pyrénées dont bénéficieront environ 1 000 anciennes déportées. Dès l'été 1945 et jusqu'au printemps 1947, elles seront, en particulier, environ 500 à venir en convalescence en Suisse romande, dans 9 lieux d'accueil (Crassier, Nyon, Château-d'Oex, Montana, Villars-sur-Ollon, Le Mont-sur-Lausanne, Fribourg, Les Avants-sur-Montreux et Grandchamp). Cet accueil est financé par les multiples conférences que donne Geneviève de Gaulle partout en Suisse et par une contribution (tardive) du "don suisse", un organisme semi-public créé en 1944 par le Conseil fédéral, qui participe au rattrapage humanitaire de la Suisse, selon l'expression de l'historien Jean-Claude Favez. Un Comité d'aide en Suisse de l'ADIR, présidé par Germaine Suter-Morax, coordonne les séjours de convalescence des déportées avec le foyer de la rue Guynemer, où œuvre en particulier Florence Morax, assistante sociale (qui se trouve être la sœur de Germaine Suter-Morax). 
Parmi celles qui bénéficient de cet accueil, on peut citer Simone Veil (alors Jacob) qui en garde un très mauvais souvenir, Ida Grinspan, Noëlla Rouget-Peaudeau (qui présidera la délégation suisse de l'ADIR) ou encore Charlotte Delbo, laquelle publie dans la presse suisse quelques nouvelles, qui deviendront vingt ans plus tard des chapitres de son œuvre littéraire. On peut encore citer France Audoul et Violette Lecoq connues toutes deux pour leurs dessins sur Ravensbrück. Un ouvrage paru en 2013, aux éditions Alphil, à Neuchâtel offre un large aperçu de cette action de l'ADIR : il s'agit de Retour à la vie : l'accueil en Suisse romande d'anciennes déportées françaises de la Résistance, 1945-1947 d'Eric Monnier et Brigitte Exchaquet-Monnier (préf. Marc Perrenoud, avant-propos Anise Postel-Vinay, postface Noëlla Rouget). 
Le service social de l'ADIR aide les rescapées dans leur formalités d'obtention (ou de reconnaissance) de leurs droits, pensions, décorations ou indemnités. Un suivi est fait aussi pour aider à l'obtention de logements adaptés. À partir des années 1970, au moment du vieillissement des adhérentes, tout un travail d'accompagnement dans la maladie se met en place, de prise en charge administrative, voir de tutelle. Un important travail de lobbying permet aussi que des recherches soient entreprises sur les pathologies spécifiques de la déportation. 
Enfin l'ADIR combat pendant près de 10 ans pour la reconnaissance par l'ONU et la RFA des sévices subis par les Lapins de Ravensbrück lors d'expérimentations pseudo scientifiques à Ravensbrück, combat qui aboutit au niveau international en 1957-1958, avec l'indemnisation des victimes polonaises survivantes (avec le rôle éminent d'Anise Postel-Vinay, secrétaire générale de l'Adir, en France, et de Caroline Ferriday, présidente de l'association des amis américains de l'ADIR), et en 1964 en France, avec la tenue d'une commission spécifique présidée par un ancien déporté, le professeur Vic-Dupont, et à laquelle participe Geneviève de Gaulle au nom de l'ADIR, qui permet de régler plusieurs centaines de cas issus de l'ensemble du système concentrationnaire.

## Poursuivre et juger les criminels
Dès sa constitution, l'ADIR prend sa place dans le dispositif permettant de châtier les criminels nazis. Son bulletin sert de support à des appels à témoins pour retrouver ou aider à identifier le personnel nazi des camps de femmes. Lorsque des procès de Ravensbrück en zone anglaise en 1946, l'ADIR aidera le tribunal à instruire le dossier à charge contre les prévenus d'une part. Germaine Tillion représentera officiellement l'association au premier procès de Ravensbrück à Hambourg en 1946-1947, comme observatrice. Plus tard, dans les procès suivants, un certain nombre d'adhérentes iront y témoigner. Ce sera également le cas aux procès de Rastatt, quelques années plus tard, en zone française, ou seront jugés l'ancien commandant du camp, Suhren, et le responsable des sélections pour la chambre à gaz, Pflaum. Dans les années 1960, l'ADIR engagera des poursuites contre deux médecins nazis officiant au camp, coupables d'expérimentations pseudo scientifiques sur des détenues vivantes, qui avaient repris une activité médicale après guerre, Clauberg, et Obberhauser. Cette lutte juridique reprend à la fin des années 1970, contre les négationnistes, lors du procès Faurisson d'une part, et dans le procès Barbie, d'autre part.

## Faire œuvre de mémoire, écrire l'histoire
L'association a voulu témoigner pour que survive le souvenir de leurs camarades disparues dans un premier temps, puis que l'on comprenne le rôle joué par Ravensbrück dans le système concentrationnaire nazi : c'est à ces deux tâches qu'étaient dévolues Voix et Visages. D'autre part, en recueillant les témoignages, les récits, les archives, l'association s'est associée étroitement au travail de l'une d'entre elles, Germaine Tillion, qui publie un premier ouvrage (collectif) sur Ravensbrück en 1946 aux éditions de la Baconière, reprend son texte pour en faire une deuxième version en 1973, puis une troisième en 1988, ces deux dernières mettant en exergue le caractère de camp d'extermination de Ravensbrück lors de la dernière période du camp. L'association s'est à chaque fois mobilisée pour aider de manière documentaire Germaine Tillion dans ses travaux. D'autre part, l'ADIR publiera en 1965 avec l'Amicale de Ravensbrück un volume qui fera date, Les Françaises à Ravensbrück, régulièrement réédité, qui comporte nombre de témoignages des adhérentes. Enfin l'ADIR soutiendra des publications individuelles, participera au Mémorial de la Déportation, aux expositions et à la mise en valeur du site sur l'emplacement de camp même, via le Comité International de Ravensbrück. l'ADIR prendra part à toutes les commémorations, mais aussi prendra une part importante au concours national de la Résistance et de la Déportation.

## Personnalités marquantes
Association de combattants, l'ADIR comporte en son sein de nombreuses personnalités marquantes, comme ses premières présidentes Jane Sivadon et Irène Delmas, née Nicolétis (nom de guerre, Maryka), la grande ethnologue Germaine Tillion, la sociologue Marie-José Chombart de Lauwe, Marie-Claude Vaillant-Couturier, ou Denise Vernay. Mais l'association reste à jamais associée à la personnalité charismatique de Geneviève de Gaulle-Anthonioz (1920-2002), dont le rayonnement moral contribua à la réussite de nombreux combats menés par l'ADIR.
Dès 2000, l'association, qui comptait encore 660 cotisantes, avait décidé de remettre l'essentiel de ses archives historiques à la Bibliothèque de Documentation Internationale Contemporaine (BDIC). Ce transfert fut complété pendant 4 ans par des dépôts de témoignages d'adhérentes validés par les instances de l'ADIR. Un inventaire était rédigé, permettant dès lors la consultation de ces fonds exceptionnels. Lors de sa dissolution en 2006, les archives administratives de l'ADIR, ainsi que son fichier d'adhérentes ont rejoint les fonds à la BDIC. Cet ensemble maintenant complet permet d'y trouver notamment des listes de résistantes déportées à Ravensbrück par convois et par dates, quelques carnets manuscrits tenus par des rescapées durant leur déportation, près de 90 dossiers biographiques de résistantes mortes en déportation, et plusieurs dizaines de témoignages manuscrits ou tapuscrits inédits. Une très importante documentation de première main sur les expérimentations pseudo-scientifiques exercées à Ravensbück sur près de 60 jeunes Polonaises, mais aussi dans les autres camps, et le combat pour la reconnaissance et la réparation de ces atrocités de 1945 à 1964, documentation rassemblée par Anise Postel Vinay, constitue une des parties les plus représentatives du fonds et des activités de l'ADIR durant cette période.

## Présidentes
- Fondation : Irène Delmas[19] ;
- 1947-1949 : Jane Sivadon[19] ;
- 1950 : Anise Postel-Vinay[19] ;
- 1951-1957 : Irène Delmas[19] ;
- 1958-2002 : Geneviève de Gaulle-Anthonioz[19] ;
- 2002-2006 (dissolution) : Jacqueline Fleury[19].

## Archives
Ces archives, dont l'inventaire est disponible en ligne, sont conservées à La contemporaine de Nanterre depuis 2000.